# Bupleurum gulczense
Bupleurum gulczense là một loài thực vật có hoa trong họ Hoa tán. Loài này được O.Fedtsch. & B.Fedtsch. mô tả khoa học đầu tiên năm 1908.